# Трамбле, Жеральд
Жера́льд Трамбле́ (фр. Gérald Tremblay; род. 20 сентября 1942, Оттава, Канада) — квебекский и канадский государственный деятель. С 2001 до 2012 года — мэр Монреаля и президент Монреальского Столичного Сообщества. До работы в качестве главы города был депутатом Национального собрания Квебека. Возглавляет муниципальную политическую партию Объединённый Монреаль.

## Биография
Родился 20 сентября 1942 года в Оттаве, в возрасте четырёх лет переехал в Монреаль.
Отец — Жорж Альберт Трамбле служил нотариусом. Мать звали Роллан Форест. У Жеральда было трое братьев: старший Мишель и младшие Марсель и Франсуа.
В 1969 году получил юридическую лицензию на правовом факультете Университета Оттавы, после чего (в 1970 году) устроился работать в Барро Квебека — сообщество юристов со всей провинции. В 1972 году получил степень Магистра бизнес-администрирования в Гарвардской школе бизнеса. На протяжении 20 лет работал менеджером во многих коммерческих структурах, пока в 1992 году не был избран в Национальную Ассамблею Квебека.